# Amaseno
Amaseno és un comune (municipi) de la província de Frosinone, a la regió italiana del Laci, situat a uns 100 km. al sud-est de Roma i a uns 30 km. al sud de Frosinone. A 31-3-2019 tenia 4.300 habitants.